# Пономарёв, Валерий Дмитриевич
Валерий Дмитриевич Пономарев (27 мая 1943, Юрга, Кемеровская область — 8 января 2017) — советский и белорусский киноактёр, кинорежиссёр, сценарист и продюсер.

## Биография
В 1962 году окончил  Республиканские театральные курсы, в 1969 году — актёрский факультет БГХТИ. Стажировался у Л. Гайдая и Г. Данелии.

## Фильмография

### Актёр
- 1974 — Ясь и Янина — начинающий шофёр-любитель

### Режиссёр
- 1978 — Дебют
- 1979 — Соседи
- 1980 — Троянский конь (телефильм)
- 1981 — Амнистия (художественная версия «Троянского коня»)
- 1983 — Дело для настоящих мужчин
- 1987 — Нетерпение души
- 1988 — Мудромер
- 1993 — Здешние
- 1995 — На чёрных лядах

### Сценарист
- 1993 — Здешние
- 1995 — На Чёрных Лядах

### Продюсер
- 2007 — Скалолазка и Последний из Седьмой колыбели